# Antonio Cosentino
Antonio Cosentino (Napoli, 10 marzo 1919 – Napoli, 1993) è stato un velista italiano, vincitore di una medaglia nella classe dragon della vela, in equipaggio con Antonio Ciciliano e Giulio De Stefano, ai Giochi olimpici di Roma 1960.Medaglia d'oro ai giochi del Mediterraneo di Napoli 1963 vela timoniere con la classe dragoni

## Carriera
In carriera ha partecipato a tre edizion dei Giochi olimpici, Helsinki, 1952, Melbourne 1956, Roma(Napoli) Roma 1960.medaglia d'oro ai giocherà del mediterraneo di Napoli, 1963 classe Dragoni, numerosi campionati mondiali ,settimane veliche di Kiel ,vincitore di innumerevoli regate dal 1936 dalla classe beccaccino,ai6m s.i.,ai dragoni ,Soling ,classi IOR.

## Palmarès
| Anno | Manifestazione  | Sede | Risultato | Gara          |
| ---- | --------------- | ---- | --------- | ------------- |
| 1960 | Giochi olimpici | Roma | Bronzo    | Classe dragon |